# Helma Knorscheidt
Helma Knorscheidt, gift Teuscher, född den 31 december 1956, är en före detta friidrottare som tävlade i kulstötning för Östtyskland.
Knorscheidts främsta merit är att hon blev silvermedaljör vid VM 1983 i Helsingfors. Hon har även vunnit två medaljer vid EM-inomhus i kulstötning. Hennes personliga rekord är från en tävling i Berlin 1984 och mäter 21,19 meter.